# Gamersgate
Gamersgate (stiliseras GamersGate) är en svensk nätbutik för spelguider och datorspel för Windows, Mac och Linux. Företaget grundades som en del av datorspelsutvecklaren Paradox Interactive, och kom senare att bli ett eget företag. Theodore Bergqvist är vd sedan starten.